# Ratpenat llengut de Commissaris
El ratpenat llengut de Commissaris (Glossophaga commissarisi) és una espècie de ratpenat de Centreamèrica, des de Mèxic fins a Panamà, i el nord de Sud-amèrica, al sud-est de Colòmbia, Guyana, l'est de l'Equador i el Perú i el nord-oest del Brasil, on viu fins als 2.400 metres sobre el nivell del mar.

## Subespècies
- Glossophaga commissarisi commissarisi
- Glossophaga commissarisi bakeri
- Glossophaga commissarisi hespera